# XMMS
XMMS、X Multimedia System（エックスマルチメディアシステム）とは、Unix系OSで動作する、Winampに似た自由ソフトウェアのオーディオプレーヤである。

## 歴史

### X11Amp
XMMSは、元々1997年11月に「良いLinux用MP3プレーヤ不足（lack of good mp3 players for linux）」を理由として、PeterとMikael Almによって書かれたX11Ampが始まりである。同年の5月に最初のリリースがなされたWindows用のオーディオプレーヤであるWinampに似せて作られ、Winamp用のスキンもサポートされていた。当初はソースコードへのアクセスが一切不可能なライセンス下でリリースされていたが、その後、GNU General Public Licenseでリリースされた。

### 名称変更
1999年6月10日に、4Front Technologies社はX11Amp開発のスポンサーとなる事を決定し、プロジェクト名もXMMS（X MultiMedia Systemの頭文字に由来する）に改名された。多くのXMMSユーザは「X11 MultiMedia System」の略か、「X Window MultiMedia System」の略であると解釈しているが、公式にはXはクロスプラットフォームの意であるとされている。

### フォーク
XMMSは、GTK+がバージョンアップしつづけ、GTK+2が出ても古くなった旧GTK+を使い続けている。新バージョンに移行しない大きな理由は、第三者によって書かれた多くのプラグインが持つ機能（アバウトボックスや設定ダイアログ等）が、旧GTK+に依存していた事に起因する。また、ソフトウェアの開発者がXMMSのコードは不完全で、メンテナンスが困難であると考えた。これらを要因とし、様々なフォークや関連プロジェクトを出現させる事となった。
- Beep Media Playerは、2003年より開始された、GTK+2を使用したXMMSのフォークである。
  - ただし、現在は開発終了。さらにそのフォークとして、AudaciousやBMPxが存在する。
- GTK+2を使用したMohammed SameerによるXMMS2があったが、プロジェクトは中止された。
- XMMS2は、原作者の一人であるPeter AlmによるXMMSの完全な再設計である。2002年に開始された。

## 機能
XMMSが現在サポートしているオーディオとビデオフォーマット。

### デフォルトでサポート
- オーディオCD（CD-DA）、freedbによるCDDB機能あり。
- libmikmod
- MPEGレイヤー1、2、3（MP3）、mpg123ライブラリを使用。
- Vorbis
- WAV

### プラグインでサポート
- TTA
- WavPack
- speex
- FLAC
- AAC
- WMA
- APE Monkey's Audio
- mp3PRO
- Icecast、SHOUTcastストリーミング。

### その他
- Winamp用スキン。